# Caryophyllia atlantica
Caryophyllia atlantica är en korallart som först beskrevs av Duncan 1873.  Caryophyllia atlantica ingår i släktet Caryophyllia och familjen Caryophylliidae. Inga underarter finns listade i Catalogue of Life.